# Maule (Yvelines)
Maule é uma comuna francesa na região administrativa da Île-de-France, no departamento de Yvelines. A comuna possui 5751 habitantes segundo o censo de 1990.

## Geminação
- Carnoustie, Escócia, Reino Unido.